# 深汕高速铁路
深汕高速铁路，亦称深圳至深汕合作区铁路，是一条连接广东省深圳市、惠州市及汕尾市的高速铁路，属中国高速铁路沿海通道中的一部分。
路线起自深圳市西丽站，终至汕尾市深汕站，并预留往梅州(西)方向延伸的条件。正线全长125.52公里，新建深汕铁路至厦深铁路联络线和深汕铁路至广汕铁路联络线，联络线单线长度分别为5.925公里和4.701公里。设置车站6座，其中罗湖北站为新建站。深汕至罗湖北段设计速度目标值为350公里/小时，罗湖北至西丽段设计速度目标值为250公里/小时。

## 历史

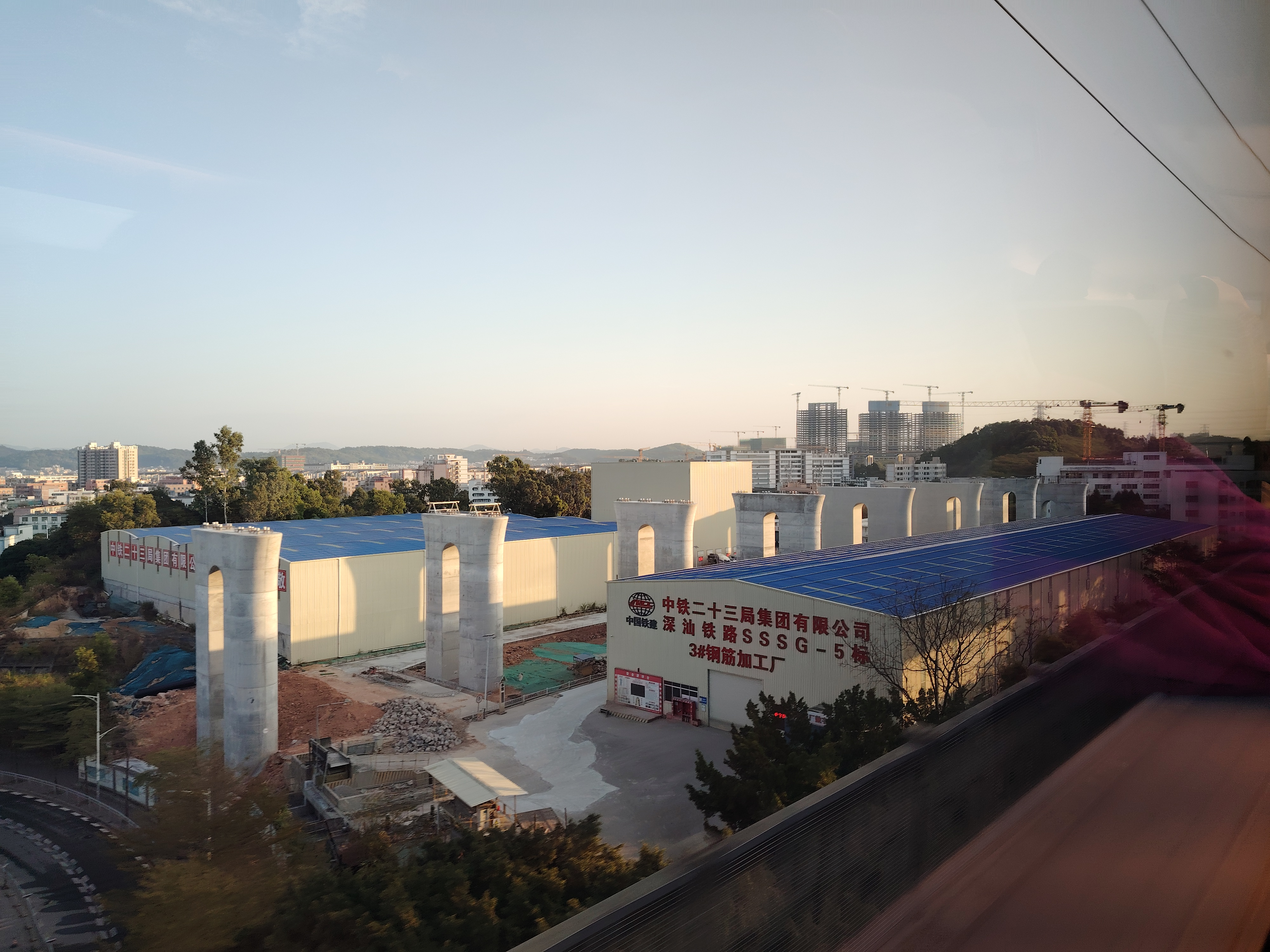
坪山段工地

2020年9月17日，全线工程环境影响评价第一次公示。11月2日，先行开工段环境影响评价第一次公示。12月29日，深圳市生态环境局批复工程先行开工段塘朗山隧道站前工程。
2021年1月4日，深汕高铁先行段，西丽站至罗湖北站塘朗山隧道开工。1月29日，环评第二次公示。8月10日，因项目初步设计文件经过审查，线位方案较原方案进行了局部修改，环评单位根据最新线位和设计方案重新编制项目环境影响评价文件，环评重新进行二次公示。12月15日，广东省生态环境厅批复工程环境影响报告书。
2022年9月27日，广东省交通运输厅批复深汕高速铁路初步设计。12月10日，深汕铁路全线正式开工。
2023年12月6日，深汕高铁首台盾构机始发。

## 车站及接驳路线
| 车站名称     | 所在区域 | 所在区域       | 启用日期 | 车站类型 | 站场规模 | 连接铁路        | 城市轨道交通换乘路线                                                                    |
| ------------ | -------- | -------------- | -------- | -------- | -------- | --------------- | --------------------------------------------------------------------------------------- |
| 深汕高速铁路 |          |                |          |          |          |                 |                                                                                         |
| 西丽         | 深圳市   | 南山区         | 建设中   | 地面站   | 13台25线 | 深湛线 赣深高铁 | 深圳地铁西丽高铁站 （█13号线、█15号线、█27号线、█29号线、深惠城际线）                   |
| 罗湖北       | 深圳市   | 罗湖区         | 建设中   | 地下站   | 2台4线   |                 | 深圳地铁罗湖北站 （█14号线）                                                            |
| 深圳坪山     | 深圳市   | 坪山区         | 建设中   | 高架站   | 3台7线   | 杭深线          | 深圳地铁坪山站 （█16号线、深大城际线、深惠城际线大鹏支线） 坪山云巴坪山高铁站 （1号线） |
| 惠阳         | 惠州市   | 惠阳区         | 建设中   | 地下站   | 2台4线   | 杭深线          |                                                                                         |
| 惠东南       | 惠州市   | 惠东县         | 建设中   | 地面站   | 2台4线   | 杭深线          |                                                                                         |
| 深汕         | 深圳市   | 深汕特别合作区 | 建设中   | 高架站   | 2台6线   | 广汕高铁        |                                                                                         |